# Access Hollywood
Access Hollywood – amerykański program telewizyjny, który istnieje od roku 1996 i pierwszymi gospodarzami programu byli Pat O'Brien i Nancy O'Dell. Program poświęcony jest wydarzeniom z życia gwiazd Hollywood.